# Rebel Meets Rebel
Rebel Meets Rebel est un groupe de crossover américain. Il est formé en 2000 par le chanteur country David Allan Coe et trois membres du groupe Pantera, Dimebag Darrell, Vinnie Paul et Rex Brown. Rebel Meets Rebel est le titre de leur unique album, sorti en 2006.

## Biographie
David Allan Coe et Dimebag Darrell se croisent durant la fin des années 1990 plusieurs fois à Fort Worth, et décident de travailler ensemble. Sur une période de quatre ans, les membres se réunissent de nouveau à Dallas pour travailler sur quelques chansons. Les textes sont en grande partie écrites par Coe, tandis que les arrangements musicaux sont développés par les frères Abbott. Les enregistrements se terminent dans les studios Chasin Jason à Dalworthington Gardens, au Texas. Il est produit par le batteur Vinnie Paul.
Dimebag Darrell est tué le 8 décembre 2004 par un fan fou à un concert de son groupe Damageplan. Son frère Vinnie Paul enregistre un album éponyme, Rebel Meets Rebel, pour « noyer son chagrin » qui est finalement publié le 2 mai 2006 sur son propre label Big Vin Records. Il se vend à 26 000 exemplaires et atteint la 38e place du Billboard aux États-Unis. À peine deux mois plus tard, le nombre des ventes augmentent à 59 000 exemplaires.